# Leonid Vladimirovič Jaroš
Leonid Vladimirovič Jaroš (in russo Леонид Владимирович Ярош?; Gorica, 1957) è un compositore di scacchi russo di origine ucraina (sovietico fino al 1992).

## Biografia
Leonid Jaroš è nato nel villaggio di Gorica in Ucraina. Si trasferì da giovane in Russia a Kazan', dove ottenne un diploma all'Istituto Statale di Cultura Fisica. Intraprese poi l'attività di allenatore di calcio.
È famoso per aver composto per primo, nel 1983, un problema con il tema Babson in forma completa, un matto in quattro mosse con contropromozioni multiple a quattro pezzi diversi. In un problema che mostra tale tema, il bianco può raggiungere la soluzione promuovendo di volta in volta allo stesso pezzo scelto dal nero per la promozione: qualsiasi altra promozione non porta al matto nel numero di mosse prestabilito. Il bianco dunque non ha un obbligo condizionato ad eseguire la stessa promozione del nero (in tal caso si ricadrebbe negli scacchi condizionati o eterodossi).
|   | a | b | c | d | e | f | g | h |   |
| 8 | a8 alfiere del bianco · b8 donna del nero · d8 alfiere del bianco · f8 re del bianco · d7 pedone del bianco · e7 pedone del nero · f7 cavallo del bianco · a6 pedone del bianco · e6 pedone del bianco · f6 pedone del nero · a5 pedone del bianco · c5 pedone del nero · f5 pedone del bianco · c4 pedone del bianco · d4 re del nero · f4 alfiere del nero · h4 torre del bianco · b3 pedone del nero · a2 pedone del nero · b2 cavallo del bianco · d2 pedone del bianco · f2 pedone del bianco · a1 donna del bianco · b1 torre del bianco | a8 alfiere del bianco · b8 donna del nero · d8 alfiere del bianco · f8 re del bianco · d7 pedone del bianco · e7 pedone del nero · f7 cavallo del bianco · a6 pedone del bianco · e6 pedone del bianco · f6 pedone del nero · a5 pedone del bianco · c5 pedone del nero · f5 pedone del bianco · c4 pedone del bianco · d4 re del nero · f4 alfiere del nero · h4 torre del bianco · b3 pedone del nero · a2 pedone del nero · b2 cavallo del bianco · d2 pedone del bianco · f2 pedone del bianco · a1 donna del bianco · b1 torre del bianco | a8 alfiere del bianco · b8 donna del nero · d8 alfiere del bianco · f8 re del bianco · d7 pedone del bianco · e7 pedone del nero · f7 cavallo del bianco · a6 pedone del bianco · e6 pedone del bianco · f6 pedone del nero · a5 pedone del bianco · c5 pedone del nero · f5 pedone del bianco · c4 pedone del bianco · d4 re del nero · f4 alfiere del nero · h4 torre del bianco · b3 pedone del nero · a2 pedone del nero · b2 cavallo del bianco · d2 pedone del bianco · f2 pedone del bianco · a1 donna del bianco · b1 torre del bianco | a8 alfiere del bianco · b8 donna del nero · d8 alfiere del bianco · f8 re del bianco · d7 pedone del bianco · e7 pedone del nero · f7 cavallo del bianco · a6 pedone del bianco · e6 pedone del bianco · f6 pedone del nero · a5 pedone del bianco · c5 pedone del nero · f5 pedone del bianco · c4 pedone del bianco · d4 re del nero · f4 alfiere del nero · h4 torre del bianco · b3 pedone del nero · a2 pedone del nero · b2 cavallo del bianco · d2 pedone del bianco · f2 pedone del bianco · a1 donna del bianco · b1 torre del bianco | a8 alfiere del bianco · b8 donna del nero · d8 alfiere del bianco · f8 re del bianco · d7 pedone del bianco · e7 pedone del nero · f7 cavallo del bianco · a6 pedone del bianco · e6 pedone del bianco · f6 pedone del nero · a5 pedone del bianco · c5 pedone del nero · f5 pedone del bianco · c4 pedone del bianco · d4 re del nero · f4 alfiere del nero · h4 torre del bianco · b3 pedone del nero · a2 pedone del nero · b2 cavallo del bianco · d2 pedone del bianco · f2 pedone del bianco · a1 donna del bianco · b1 torre del bianco | a8 alfiere del bianco · b8 donna del nero · d8 alfiere del bianco · f8 re del bianco · d7 pedone del bianco · e7 pedone del nero · f7 cavallo del bianco · a6 pedone del bianco · e6 pedone del bianco · f6 pedone del nero · a5 pedone del bianco · c5 pedone del nero · f5 pedone del bianco · c4 pedone del bianco · d4 re del nero · f4 alfiere del nero · h4 torre del bianco · b3 pedone del nero · a2 pedone del nero · b2 cavallo del bianco · d2 pedone del bianco · f2 pedone del bianco · a1 donna del bianco · b1 torre del bianco | a8 alfiere del bianco · b8 donna del nero · d8 alfiere del bianco · f8 re del bianco · d7 pedone del bianco · e7 pedone del nero · f7 cavallo del bianco · a6 pedone del bianco · e6 pedone del bianco · f6 pedone del nero · a5 pedone del bianco · c5 pedone del nero · f5 pedone del bianco · c4 pedone del bianco · d4 re del nero · f4 alfiere del nero · h4 torre del bianco · b3 pedone del nero · a2 pedone del nero · b2 cavallo del bianco · d2 pedone del bianco · f2 pedone del bianco · a1 donna del bianco · b1 torre del bianco | a8 alfiere del bianco · b8 donna del nero · d8 alfiere del bianco · f8 re del bianco · d7 pedone del bianco · e7 pedone del nero · f7 cavallo del bianco · a6 pedone del bianco · e6 pedone del bianco · f6 pedone del nero · a5 pedone del bianco · c5 pedone del nero · f5 pedone del bianco · c4 pedone del bianco · d4 re del nero · f4 alfiere del nero · h4 torre del bianco · b3 pedone del nero · a2 pedone del nero · b2 cavallo del bianco · d2 pedone del bianco · f2 pedone del bianco · a1 donna del bianco · b1 torre del bianco | 8 |
| 7 | a8 alfiere del bianco · b8 donna del nero · d8 alfiere del bianco · f8 re del bianco · d7 pedone del bianco · e7 pedone del nero · f7 cavallo del bianco · a6 pedone del bianco · e6 pedone del bianco · f6 pedone del nero · a5 pedone del bianco · c5 pedone del nero · f5 pedone del bianco · c4 pedone del bianco · d4 re del nero · f4 alfiere del nero · h4 torre del bianco · b3 pedone del nero · a2 pedone del nero · b2 cavallo del bianco · d2 pedone del bianco · f2 pedone del bianco · a1 donna del bianco · b1 torre del bianco | a8 alfiere del bianco · b8 donna del nero · d8 alfiere del bianco · f8 re del bianco · d7 pedone del bianco · e7 pedone del nero · f7 cavallo del bianco · a6 pedone del bianco · e6 pedone del bianco · f6 pedone del nero · a5 pedone del bianco · c5 pedone del nero · f5 pedone del bianco · c4 pedone del bianco · d4 re del nero · f4 alfiere del nero · h4 torre del bianco · b3 pedone del nero · a2 pedone del nero · b2 cavallo del bianco · d2 pedone del bianco · f2 pedone del bianco · a1 donna del bianco · b1 torre del bianco | a8 alfiere del bianco · b8 donna del nero · d8 alfiere del bianco · f8 re del bianco · d7 pedone del bianco · e7 pedone del nero · f7 cavallo del bianco · a6 pedone del bianco · e6 pedone del bianco · f6 pedone del nero · a5 pedone del bianco · c5 pedone del nero · f5 pedone del bianco · c4 pedone del bianco · d4 re del nero · f4 alfiere del nero · h4 torre del bianco · b3 pedone del nero · a2 pedone del nero · b2 cavallo del bianco · d2 pedone del bianco · f2 pedone del bianco · a1 donna del bianco · b1 torre del bianco | a8 alfiere del bianco · b8 donna del nero · d8 alfiere del bianco · f8 re del bianco · d7 pedone del bianco · e7 pedone del nero · f7 cavallo del bianco · a6 pedone del bianco · e6 pedone del bianco · f6 pedone del nero · a5 pedone del bianco · c5 pedone del nero · f5 pedone del bianco · c4 pedone del bianco · d4 re del nero · f4 alfiere del nero · h4 torre del bianco · b3 pedone del nero · a2 pedone del nero · b2 cavallo del bianco · d2 pedone del bianco · f2 pedone del bianco · a1 donna del bianco · b1 torre del bianco | a8 alfiere del bianco · b8 donna del nero · d8 alfiere del bianco · f8 re del bianco · d7 pedone del bianco · e7 pedone del nero · f7 cavallo del bianco · a6 pedone del bianco · e6 pedone del bianco · f6 pedone del nero · a5 pedone del bianco · c5 pedone del nero · f5 pedone del bianco · c4 pedone del bianco · d4 re del nero · f4 alfiere del nero · h4 torre del bianco · b3 pedone del nero · a2 pedone del nero · b2 cavallo del bianco · d2 pedone del bianco · f2 pedone del bianco · a1 donna del bianco · b1 torre del bianco | a8 alfiere del bianco · b8 donna del nero · d8 alfiere del bianco · f8 re del bianco · d7 pedone del bianco · e7 pedone del nero · f7 cavallo del bianco · a6 pedone del bianco · e6 pedone del bianco · f6 pedone del nero · a5 pedone del bianco · c5 pedone del nero · f5 pedone del bianco · c4 pedone del bianco · d4 re del nero · f4 alfiere del nero · h4 torre del bianco · b3 pedone del nero · a2 pedone del nero · b2 cavallo del bianco · d2 pedone del bianco · f2 pedone del bianco · a1 donna del bianco · b1 torre del bianco | a8 alfiere del bianco · b8 donna del nero · d8 alfiere del bianco · f8 re del bianco · d7 pedone del bianco · e7 pedone del nero · f7 cavallo del bianco · a6 pedone del bianco · e6 pedone del bianco · f6 pedone del nero · a5 pedone del bianco · c5 pedone del nero · f5 pedone del bianco · c4 pedone del bianco · d4 re del nero · f4 alfiere del nero · h4 torre del bianco · b3 pedone del nero · a2 pedone del nero · b2 cavallo del bianco · d2 pedone del bianco · f2 pedone del bianco · a1 donna del bianco · b1 torre del bianco | a8 alfiere del bianco · b8 donna del nero · d8 alfiere del bianco · f8 re del bianco · d7 pedone del bianco · e7 pedone del nero · f7 cavallo del bianco · a6 pedone del bianco · e6 pedone del bianco · f6 pedone del nero · a5 pedone del bianco · c5 pedone del nero · f5 pedone del bianco · c4 pedone del bianco · d4 re del nero · f4 alfiere del nero · h4 torre del bianco · b3 pedone del nero · a2 pedone del nero · b2 cavallo del bianco · d2 pedone del bianco · f2 pedone del bianco · a1 donna del bianco · b1 torre del bianco | 7 |
| 6 | a8 alfiere del bianco · b8 donna del nero · d8 alfiere del bianco · f8 re del bianco · d7 pedone del bianco · e7 pedone del nero · f7 cavallo del bianco · a6 pedone del bianco · e6 pedone del bianco · f6 pedone del nero · a5 pedone del bianco · c5 pedone del nero · f5 pedone del bianco · c4 pedone del bianco · d4 re del nero · f4 alfiere del nero · h4 torre del bianco · b3 pedone del nero · a2 pedone del nero · b2 cavallo del bianco · d2 pedone del bianco · f2 pedone del bianco · a1 donna del bianco · b1 torre del bianco | a8 alfiere del bianco · b8 donna del nero · d8 alfiere del bianco · f8 re del bianco · d7 pedone del bianco · e7 pedone del nero · f7 cavallo del bianco · a6 pedone del bianco · e6 pedone del bianco · f6 pedone del nero · a5 pedone del bianco · c5 pedone del nero · f5 pedone del bianco · c4 pedone del bianco · d4 re del nero · f4 alfiere del nero · h4 torre del bianco · b3 pedone del nero · a2 pedone del nero · b2 cavallo del bianco · d2 pedone del bianco · f2 pedone del bianco · a1 donna del bianco · b1 torre del bianco | a8 alfiere del bianco · b8 donna del nero · d8 alfiere del bianco · f8 re del bianco · d7 pedone del bianco · e7 pedone del nero · f7 cavallo del bianco · a6 pedone del bianco · e6 pedone del bianco · f6 pedone del nero · a5 pedone del bianco · c5 pedone del nero · f5 pedone del bianco · c4 pedone del bianco · d4 re del nero · f4 alfiere del nero · h4 torre del bianco · b3 pedone del nero · a2 pedone del nero · b2 cavallo del bianco · d2 pedone del bianco · f2 pedone del bianco · a1 donna del bianco · b1 torre del bianco | a8 alfiere del bianco · b8 donna del nero · d8 alfiere del bianco · f8 re del bianco · d7 pedone del bianco · e7 pedone del nero · f7 cavallo del bianco · a6 pedone del bianco · e6 pedone del bianco · f6 pedone del nero · a5 pedone del bianco · c5 pedone del nero · f5 pedone del bianco · c4 pedone del bianco · d4 re del nero · f4 alfiere del nero · h4 torre del bianco · b3 pedone del nero · a2 pedone del nero · b2 cavallo del bianco · d2 pedone del bianco · f2 pedone del bianco · a1 donna del bianco · b1 torre del bianco | a8 alfiere del bianco · b8 donna del nero · d8 alfiere del bianco · f8 re del bianco · d7 pedone del bianco · e7 pedone del nero · f7 cavallo del bianco · a6 pedone del bianco · e6 pedone del bianco · f6 pedone del nero · a5 pedone del bianco · c5 pedone del nero · f5 pedone del bianco · c4 pedone del bianco · d4 re del nero · f4 alfiere del nero · h4 torre del bianco · b3 pedone del nero · a2 pedone del nero · b2 cavallo del bianco · d2 pedone del bianco · f2 pedone del bianco · a1 donna del bianco · b1 torre del bianco | a8 alfiere del bianco · b8 donna del nero · d8 alfiere del bianco · f8 re del bianco · d7 pedone del bianco · e7 pedone del nero · f7 cavallo del bianco · a6 pedone del bianco · e6 pedone del bianco · f6 pedone del nero · a5 pedone del bianco · c5 pedone del nero · f5 pedone del bianco · c4 pedone del bianco · d4 re del nero · f4 alfiere del nero · h4 torre del bianco · b3 pedone del nero · a2 pedone del nero · b2 cavallo del bianco · d2 pedone del bianco · f2 pedone del bianco · a1 donna del bianco · b1 torre del bianco | a8 alfiere del bianco · b8 donna del nero · d8 alfiere del bianco · f8 re del bianco · d7 pedone del bianco · e7 pedone del nero · f7 cavallo del bianco · a6 pedone del bianco · e6 pedone del bianco · f6 pedone del nero · a5 pedone del bianco · c5 pedone del nero · f5 pedone del bianco · c4 pedone del bianco · d4 re del nero · f4 alfiere del nero · h4 torre del bianco · b3 pedone del nero · a2 pedone del nero · b2 cavallo del bianco · d2 pedone del bianco · f2 pedone del bianco · a1 donna del bianco · b1 torre del bianco | a8 alfiere del bianco · b8 donna del nero · d8 alfiere del bianco · f8 re del bianco · d7 pedone del bianco · e7 pedone del nero · f7 cavallo del bianco · a6 pedone del bianco · e6 pedone del bianco · f6 pedone del nero · a5 pedone del bianco · c5 pedone del nero · f5 pedone del bianco · c4 pedone del bianco · d4 re del nero · f4 alfiere del nero · h4 torre del bianco · b3 pedone del nero · a2 pedone del nero · b2 cavallo del bianco · d2 pedone del bianco · f2 pedone del bianco · a1 donna del bianco · b1 torre del bianco | 6 |
| 5 | a8 alfiere del bianco · b8 donna del nero · d8 alfiere del bianco · f8 re del bianco · d7 pedone del bianco · e7 pedone del nero · f7 cavallo del bianco · a6 pedone del bianco · e6 pedone del bianco · f6 pedone del nero · a5 pedone del bianco · c5 pedone del nero · f5 pedone del bianco · c4 pedone del bianco · d4 re del nero · f4 alfiere del nero · h4 torre del bianco · b3 pedone del nero · a2 pedone del nero · b2 cavallo del bianco · d2 pedone del bianco · f2 pedone del bianco · a1 donna del bianco · b1 torre del bianco | a8 alfiere del bianco · b8 donna del nero · d8 alfiere del bianco · f8 re del bianco · d7 pedone del bianco · e7 pedone del nero · f7 cavallo del bianco · a6 pedone del bianco · e6 pedone del bianco · f6 pedone del nero · a5 pedone del bianco · c5 pedone del nero · f5 pedone del bianco · c4 pedone del bianco · d4 re del nero · f4 alfiere del nero · h4 torre del bianco · b3 pedone del nero · a2 pedone del nero · b2 cavallo del bianco · d2 pedone del bianco · f2 pedone del bianco · a1 donna del bianco · b1 torre del bianco | a8 alfiere del bianco · b8 donna del nero · d8 alfiere del bianco · f8 re del bianco · d7 pedone del bianco · e7 pedone del nero · f7 cavallo del bianco · a6 pedone del bianco · e6 pedone del bianco · f6 pedone del nero · a5 pedone del bianco · c5 pedone del nero · f5 pedone del bianco · c4 pedone del bianco · d4 re del nero · f4 alfiere del nero · h4 torre del bianco · b3 pedone del nero · a2 pedone del nero · b2 cavallo del bianco · d2 pedone del bianco · f2 pedone del bianco · a1 donna del bianco · b1 torre del bianco | a8 alfiere del bianco · b8 donna del nero · d8 alfiere del bianco · f8 re del bianco · d7 pedone del bianco · e7 pedone del nero · f7 cavallo del bianco · a6 pedone del bianco · e6 pedone del bianco · f6 pedone del nero · a5 pedone del bianco · c5 pedone del nero · f5 pedone del bianco · c4 pedone del bianco · d4 re del nero · f4 alfiere del nero · h4 torre del bianco · b3 pedone del nero · a2 pedone del nero · b2 cavallo del bianco · d2 pedone del bianco · f2 pedone del bianco · a1 donna del bianco · b1 torre del bianco | a8 alfiere del bianco · b8 donna del nero · d8 alfiere del bianco · f8 re del bianco · d7 pedone del bianco · e7 pedone del nero · f7 cavallo del bianco · a6 pedone del bianco · e6 pedone del bianco · f6 pedone del nero · a5 pedone del bianco · c5 pedone del nero · f5 pedone del bianco · c4 pedone del bianco · d4 re del nero · f4 alfiere del nero · h4 torre del bianco · b3 pedone del nero · a2 pedone del nero · b2 cavallo del bianco · d2 pedone del bianco · f2 pedone del bianco · a1 donna del bianco · b1 torre del bianco | a8 alfiere del bianco · b8 donna del nero · d8 alfiere del bianco · f8 re del bianco · d7 pedone del bianco · e7 pedone del nero · f7 cavallo del bianco · a6 pedone del bianco · e6 pedone del bianco · f6 pedone del nero · a5 pedone del bianco · c5 pedone del nero · f5 pedone del bianco · c4 pedone del bianco · d4 re del nero · f4 alfiere del nero · h4 torre del bianco · b3 pedone del nero · a2 pedone del nero · b2 cavallo del bianco · d2 pedone del bianco · f2 pedone del bianco · a1 donna del bianco · b1 torre del bianco | a8 alfiere del bianco · b8 donna del nero · d8 alfiere del bianco · f8 re del bianco · d7 pedone del bianco · e7 pedone del nero · f7 cavallo del bianco · a6 pedone del bianco · e6 pedone del bianco · f6 pedone del nero · a5 pedone del bianco · c5 pedone del nero · f5 pedone del bianco · c4 pedone del bianco · d4 re del nero · f4 alfiere del nero · h4 torre del bianco · b3 pedone del nero · a2 pedone del nero · b2 cavallo del bianco · d2 pedone del bianco · f2 pedone del bianco · a1 donna del bianco · b1 torre del bianco | a8 alfiere del bianco · b8 donna del nero · d8 alfiere del bianco · f8 re del bianco · d7 pedone del bianco · e7 pedone del nero · f7 cavallo del bianco · a6 pedone del bianco · e6 pedone del bianco · f6 pedone del nero · a5 pedone del bianco · c5 pedone del nero · f5 pedone del bianco · c4 pedone del bianco · d4 re del nero · f4 alfiere del nero · h4 torre del bianco · b3 pedone del nero · a2 pedone del nero · b2 cavallo del bianco · d2 pedone del bianco · f2 pedone del bianco · a1 donna del bianco · b1 torre del bianco | 5 |
| 4 | a8 alfiere del bianco · b8 donna del nero · d8 alfiere del bianco · f8 re del bianco · d7 pedone del bianco · e7 pedone del nero · f7 cavallo del bianco · a6 pedone del bianco · e6 pedone del bianco · f6 pedone del nero · a5 pedone del bianco · c5 pedone del nero · f5 pedone del bianco · c4 pedone del bianco · d4 re del nero · f4 alfiere del nero · h4 torre del bianco · b3 pedone del nero · a2 pedone del nero · b2 cavallo del bianco · d2 pedone del bianco · f2 pedone del bianco · a1 donna del bianco · b1 torre del bianco | a8 alfiere del bianco · b8 donna del nero · d8 alfiere del bianco · f8 re del bianco · d7 pedone del bianco · e7 pedone del nero · f7 cavallo del bianco · a6 pedone del bianco · e6 pedone del bianco · f6 pedone del nero · a5 pedone del bianco · c5 pedone del nero · f5 pedone del bianco · c4 pedone del bianco · d4 re del nero · f4 alfiere del nero · h4 torre del bianco · b3 pedone del nero · a2 pedone del nero · b2 cavallo del bianco · d2 pedone del bianco · f2 pedone del bianco · a1 donna del bianco · b1 torre del bianco | a8 alfiere del bianco · b8 donna del nero · d8 alfiere del bianco · f8 re del bianco · d7 pedone del bianco · e7 pedone del nero · f7 cavallo del bianco · a6 pedone del bianco · e6 pedone del bianco · f6 pedone del nero · a5 pedone del bianco · c5 pedone del nero · f5 pedone del bianco · c4 pedone del bianco · d4 re del nero · f4 alfiere del nero · h4 torre del bianco · b3 pedone del nero · a2 pedone del nero · b2 cavallo del bianco · d2 pedone del bianco · f2 pedone del bianco · a1 donna del bianco · b1 torre del bianco | a8 alfiere del bianco · b8 donna del nero · d8 alfiere del bianco · f8 re del bianco · d7 pedone del bianco · e7 pedone del nero · f7 cavallo del bianco · a6 pedone del bianco · e6 pedone del bianco · f6 pedone del nero · a5 pedone del bianco · c5 pedone del nero · f5 pedone del bianco · c4 pedone del bianco · d4 re del nero · f4 alfiere del nero · h4 torre del bianco · b3 pedone del nero · a2 pedone del nero · b2 cavallo del bianco · d2 pedone del bianco · f2 pedone del bianco · a1 donna del bianco · b1 torre del bianco | a8 alfiere del bianco · b8 donna del nero · d8 alfiere del bianco · f8 re del bianco · d7 pedone del bianco · e7 pedone del nero · f7 cavallo del bianco · a6 pedone del bianco · e6 pedone del bianco · f6 pedone del nero · a5 pedone del bianco · c5 pedone del nero · f5 pedone del bianco · c4 pedone del bianco · d4 re del nero · f4 alfiere del nero · h4 torre del bianco · b3 pedone del nero · a2 pedone del nero · b2 cavallo del bianco · d2 pedone del bianco · f2 pedone del bianco · a1 donna del bianco · b1 torre del bianco | a8 alfiere del bianco · b8 donna del nero · d8 alfiere del bianco · f8 re del bianco · d7 pedone del bianco · e7 pedone del nero · f7 cavallo del bianco · a6 pedone del bianco · e6 pedone del bianco · f6 pedone del nero · a5 pedone del bianco · c5 pedone del nero · f5 pedone del bianco · c4 pedone del bianco · d4 re del nero · f4 alfiere del nero · h4 torre del bianco · b3 pedone del nero · a2 pedone del nero · b2 cavallo del bianco · d2 pedone del bianco · f2 pedone del bianco · a1 donna del bianco · b1 torre del bianco | a8 alfiere del bianco · b8 donna del nero · d8 alfiere del bianco · f8 re del bianco · d7 pedone del bianco · e7 pedone del nero · f7 cavallo del bianco · a6 pedone del bianco · e6 pedone del bianco · f6 pedone del nero · a5 pedone del bianco · c5 pedone del nero · f5 pedone del bianco · c4 pedone del bianco · d4 re del nero · f4 alfiere del nero · h4 torre del bianco · b3 pedone del nero · a2 pedone del nero · b2 cavallo del bianco · d2 pedone del bianco · f2 pedone del bianco · a1 donna del bianco · b1 torre del bianco | a8 alfiere del bianco · b8 donna del nero · d8 alfiere del bianco · f8 re del bianco · d7 pedone del bianco · e7 pedone del nero · f7 cavallo del bianco · a6 pedone del bianco · e6 pedone del bianco · f6 pedone del nero · a5 pedone del bianco · c5 pedone del nero · f5 pedone del bianco · c4 pedone del bianco · d4 re del nero · f4 alfiere del nero · h4 torre del bianco · b3 pedone del nero · a2 pedone del nero · b2 cavallo del bianco · d2 pedone del bianco · f2 pedone del bianco · a1 donna del bianco · b1 torre del bianco | 4 |
| 3 | a8 alfiere del bianco · b8 donna del nero · d8 alfiere del bianco · f8 re del bianco · d7 pedone del bianco · e7 pedone del nero · f7 cavallo del bianco · a6 pedone del bianco · e6 pedone del bianco · f6 pedone del nero · a5 pedone del bianco · c5 pedone del nero · f5 pedone del bianco · c4 pedone del bianco · d4 re del nero · f4 alfiere del nero · h4 torre del bianco · b3 pedone del nero · a2 pedone del nero · b2 cavallo del bianco · d2 pedone del bianco · f2 pedone del bianco · a1 donna del bianco · b1 torre del bianco | a8 alfiere del bianco · b8 donna del nero · d8 alfiere del bianco · f8 re del bianco · d7 pedone del bianco · e7 pedone del nero · f7 cavallo del bianco · a6 pedone del bianco · e6 pedone del bianco · f6 pedone del nero · a5 pedone del bianco · c5 pedone del nero · f5 pedone del bianco · c4 pedone del bianco · d4 re del nero · f4 alfiere del nero · h4 torre del bianco · b3 pedone del nero · a2 pedone del nero · b2 cavallo del bianco · d2 pedone del bianco · f2 pedone del bianco · a1 donna del bianco · b1 torre del bianco | a8 alfiere del bianco · b8 donna del nero · d8 alfiere del bianco · f8 re del bianco · d7 pedone del bianco · e7 pedone del nero · f7 cavallo del bianco · a6 pedone del bianco · e6 pedone del bianco · f6 pedone del nero · a5 pedone del bianco · c5 pedone del nero · f5 pedone del bianco · c4 pedone del bianco · d4 re del nero · f4 alfiere del nero · h4 torre del bianco · b3 pedone del nero · a2 pedone del nero · b2 cavallo del bianco · d2 pedone del bianco · f2 pedone del bianco · a1 donna del bianco · b1 torre del bianco | a8 alfiere del bianco · b8 donna del nero · d8 alfiere del bianco · f8 re del bianco · d7 pedone del bianco · e7 pedone del nero · f7 cavallo del bianco · a6 pedone del bianco · e6 pedone del bianco · f6 pedone del nero · a5 pedone del bianco · c5 pedone del nero · f5 pedone del bianco · c4 pedone del bianco · d4 re del nero · f4 alfiere del nero · h4 torre del bianco · b3 pedone del nero · a2 pedone del nero · b2 cavallo del bianco · d2 pedone del bianco · f2 pedone del bianco · a1 donna del bianco · b1 torre del bianco | a8 alfiere del bianco · b8 donna del nero · d8 alfiere del bianco · f8 re del bianco · d7 pedone del bianco · e7 pedone del nero · f7 cavallo del bianco · a6 pedone del bianco · e6 pedone del bianco · f6 pedone del nero · a5 pedone del bianco · c5 pedone del nero · f5 pedone del bianco · c4 pedone del bianco · d4 re del nero · f4 alfiere del nero · h4 torre del bianco · b3 pedone del nero · a2 pedone del nero · b2 cavallo del bianco · d2 pedone del bianco · f2 pedone del bianco · a1 donna del bianco · b1 torre del bianco | a8 alfiere del bianco · b8 donna del nero · d8 alfiere del bianco · f8 re del bianco · d7 pedone del bianco · e7 pedone del nero · f7 cavallo del bianco · a6 pedone del bianco · e6 pedone del bianco · f6 pedone del nero · a5 pedone del bianco · c5 pedone del nero · f5 pedone del bianco · c4 pedone del bianco · d4 re del nero · f4 alfiere del nero · h4 torre del bianco · b3 pedone del nero · a2 pedone del nero · b2 cavallo del bianco · d2 pedone del bianco · f2 pedone del bianco · a1 donna del bianco · b1 torre del bianco | a8 alfiere del bianco · b8 donna del nero · d8 alfiere del bianco · f8 re del bianco · d7 pedone del bianco · e7 pedone del nero · f7 cavallo del bianco · a6 pedone del bianco · e6 pedone del bianco · f6 pedone del nero · a5 pedone del bianco · c5 pedone del nero · f5 pedone del bianco · c4 pedone del bianco · d4 re del nero · f4 alfiere del nero · h4 torre del bianco · b3 pedone del nero · a2 pedone del nero · b2 cavallo del bianco · d2 pedone del bianco · f2 pedone del bianco · a1 donna del bianco · b1 torre del bianco | a8 alfiere del bianco · b8 donna del nero · d8 alfiere del bianco · f8 re del bianco · d7 pedone del bianco · e7 pedone del nero · f7 cavallo del bianco · a6 pedone del bianco · e6 pedone del bianco · f6 pedone del nero · a5 pedone del bianco · c5 pedone del nero · f5 pedone del bianco · c4 pedone del bianco · d4 re del nero · f4 alfiere del nero · h4 torre del bianco · b3 pedone del nero · a2 pedone del nero · b2 cavallo del bianco · d2 pedone del bianco · f2 pedone del bianco · a1 donna del bianco · b1 torre del bianco | 3 |
| 2 | a8 alfiere del bianco · b8 donna del nero · d8 alfiere del bianco · f8 re del bianco · d7 pedone del bianco · e7 pedone del nero · f7 cavallo del bianco · a6 pedone del bianco · e6 pedone del bianco · f6 pedone del nero · a5 pedone del bianco · c5 pedone del nero · f5 pedone del bianco · c4 pedone del bianco · d4 re del nero · f4 alfiere del nero · h4 torre del bianco · b3 pedone del nero · a2 pedone del nero · b2 cavallo del bianco · d2 pedone del bianco · f2 pedone del bianco · a1 donna del bianco · b1 torre del bianco | a8 alfiere del bianco · b8 donna del nero · d8 alfiere del bianco · f8 re del bianco · d7 pedone del bianco · e7 pedone del nero · f7 cavallo del bianco · a6 pedone del bianco · e6 pedone del bianco · f6 pedone del nero · a5 pedone del bianco · c5 pedone del nero · f5 pedone del bianco · c4 pedone del bianco · d4 re del nero · f4 alfiere del nero · h4 torre del bianco · b3 pedone del nero · a2 pedone del nero · b2 cavallo del bianco · d2 pedone del bianco · f2 pedone del bianco · a1 donna del bianco · b1 torre del bianco | a8 alfiere del bianco · b8 donna del nero · d8 alfiere del bianco · f8 re del bianco · d7 pedone del bianco · e7 pedone del nero · f7 cavallo del bianco · a6 pedone del bianco · e6 pedone del bianco · f6 pedone del nero · a5 pedone del bianco · c5 pedone del nero · f5 pedone del bianco · c4 pedone del bianco · d4 re del nero · f4 alfiere del nero · h4 torre del bianco · b3 pedone del nero · a2 pedone del nero · b2 cavallo del bianco · d2 pedone del bianco · f2 pedone del bianco · a1 donna del bianco · b1 torre del bianco | a8 alfiere del bianco · b8 donna del nero · d8 alfiere del bianco · f8 re del bianco · d7 pedone del bianco · e7 pedone del nero · f7 cavallo del bianco · a6 pedone del bianco · e6 pedone del bianco · f6 pedone del nero · a5 pedone del bianco · c5 pedone del nero · f5 pedone del bianco · c4 pedone del bianco · d4 re del nero · f4 alfiere del nero · h4 torre del bianco · b3 pedone del nero · a2 pedone del nero · b2 cavallo del bianco · d2 pedone del bianco · f2 pedone del bianco · a1 donna del bianco · b1 torre del bianco | a8 alfiere del bianco · b8 donna del nero · d8 alfiere del bianco · f8 re del bianco · d7 pedone del bianco · e7 pedone del nero · f7 cavallo del bianco · a6 pedone del bianco · e6 pedone del bianco · f6 pedone del nero · a5 pedone del bianco · c5 pedone del nero · f5 pedone del bianco · c4 pedone del bianco · d4 re del nero · f4 alfiere del nero · h4 torre del bianco · b3 pedone del nero · a2 pedone del nero · b2 cavallo del bianco · d2 pedone del bianco · f2 pedone del bianco · a1 donna del bianco · b1 torre del bianco | a8 alfiere del bianco · b8 donna del nero · d8 alfiere del bianco · f8 re del bianco · d7 pedone del bianco · e7 pedone del nero · f7 cavallo del bianco · a6 pedone del bianco · e6 pedone del bianco · f6 pedone del nero · a5 pedone del bianco · c5 pedone del nero · f5 pedone del bianco · c4 pedone del bianco · d4 re del nero · f4 alfiere del nero · h4 torre del bianco · b3 pedone del nero · a2 pedone del nero · b2 cavallo del bianco · d2 pedone del bianco · f2 pedone del bianco · a1 donna del bianco · b1 torre del bianco | a8 alfiere del bianco · b8 donna del nero · d8 alfiere del bianco · f8 re del bianco · d7 pedone del bianco · e7 pedone del nero · f7 cavallo del bianco · a6 pedone del bianco · e6 pedone del bianco · f6 pedone del nero · a5 pedone del bianco · c5 pedone del nero · f5 pedone del bianco · c4 pedone del bianco · d4 re del nero · f4 alfiere del nero · h4 torre del bianco · b3 pedone del nero · a2 pedone del nero · b2 cavallo del bianco · d2 pedone del bianco · f2 pedone del bianco · a1 donna del bianco · b1 torre del bianco | a8 alfiere del bianco · b8 donna del nero · d8 alfiere del bianco · f8 re del bianco · d7 pedone del bianco · e7 pedone del nero · f7 cavallo del bianco · a6 pedone del bianco · e6 pedone del bianco · f6 pedone del nero · a5 pedone del bianco · c5 pedone del nero · f5 pedone del bianco · c4 pedone del bianco · d4 re del nero · f4 alfiere del nero · h4 torre del bianco · b3 pedone del nero · a2 pedone del nero · b2 cavallo del bianco · d2 pedone del bianco · f2 pedone del bianco · a1 donna del bianco · b1 torre del bianco | 2 |
| 1 | a8 alfiere del bianco · b8 donna del nero · d8 alfiere del bianco · f8 re del bianco · d7 pedone del bianco · e7 pedone del nero · f7 cavallo del bianco · a6 pedone del bianco · e6 pedone del bianco · f6 pedone del nero · a5 pedone del bianco · c5 pedone del nero · f5 pedone del bianco · c4 pedone del bianco · d4 re del nero · f4 alfiere del nero · h4 torre del bianco · b3 pedone del nero · a2 pedone del nero · b2 cavallo del bianco · d2 pedone del bianco · f2 pedone del bianco · a1 donna del bianco · b1 torre del bianco | a8 alfiere del bianco · b8 donna del nero · d8 alfiere del bianco · f8 re del bianco · d7 pedone del bianco · e7 pedone del nero · f7 cavallo del bianco · a6 pedone del bianco · e6 pedone del bianco · f6 pedone del nero · a5 pedone del bianco · c5 pedone del nero · f5 pedone del bianco · c4 pedone del bianco · d4 re del nero · f4 alfiere del nero · h4 torre del bianco · b3 pedone del nero · a2 pedone del nero · b2 cavallo del bianco · d2 pedone del bianco · f2 pedone del bianco · a1 donna del bianco · b1 torre del bianco | a8 alfiere del bianco · b8 donna del nero · d8 alfiere del bianco · f8 re del bianco · d7 pedone del bianco · e7 pedone del nero · f7 cavallo del bianco · a6 pedone del bianco · e6 pedone del bianco · f6 pedone del nero · a5 pedone del bianco · c5 pedone del nero · f5 pedone del bianco · c4 pedone del bianco · d4 re del nero · f4 alfiere del nero · h4 torre del bianco · b3 pedone del nero · a2 pedone del nero · b2 cavallo del bianco · d2 pedone del bianco · f2 pedone del bianco · a1 donna del bianco · b1 torre del bianco | a8 alfiere del bianco · b8 donna del nero · d8 alfiere del bianco · f8 re del bianco · d7 pedone del bianco · e7 pedone del nero · f7 cavallo del bianco · a6 pedone del bianco · e6 pedone del bianco · f6 pedone del nero · a5 pedone del bianco · c5 pedone del nero · f5 pedone del bianco · c4 pedone del bianco · d4 re del nero · f4 alfiere del nero · h4 torre del bianco · b3 pedone del nero · a2 pedone del nero · b2 cavallo del bianco · d2 pedone del bianco · f2 pedone del bianco · a1 donna del bianco · b1 torre del bianco | a8 alfiere del bianco · b8 donna del nero · d8 alfiere del bianco · f8 re del bianco · d7 pedone del bianco · e7 pedone del nero · f7 cavallo del bianco · a6 pedone del bianco · e6 pedone del bianco · f6 pedone del nero · a5 pedone del bianco · c5 pedone del nero · f5 pedone del bianco · c4 pedone del bianco · d4 re del nero · f4 alfiere del nero · h4 torre del bianco · b3 pedone del nero · a2 pedone del nero · b2 cavallo del bianco · d2 pedone del bianco · f2 pedone del bianco · a1 donna del bianco · b1 torre del bianco | a8 alfiere del bianco · b8 donna del nero · d8 alfiere del bianco · f8 re del bianco · d7 pedone del bianco · e7 pedone del nero · f7 cavallo del bianco · a6 pedone del bianco · e6 pedone del bianco · f6 pedone del nero · a5 pedone del bianco · c5 pedone del nero · f5 pedone del bianco · c4 pedone del bianco · d4 re del nero · f4 alfiere del nero · h4 torre del bianco · b3 pedone del nero · a2 pedone del nero · b2 cavallo del bianco · d2 pedone del bianco · f2 pedone del bianco · a1 donna del bianco · b1 torre del bianco | a8 alfiere del bianco · b8 donna del nero · d8 alfiere del bianco · f8 re del bianco · d7 pedone del bianco · e7 pedone del nero · f7 cavallo del bianco · a6 pedone del bianco · e6 pedone del bianco · f6 pedone del nero · a5 pedone del bianco · c5 pedone del nero · f5 pedone del bianco · c4 pedone del bianco · d4 re del nero · f4 alfiere del nero · h4 torre del bianco · b3 pedone del nero · a2 pedone del nero · b2 cavallo del bianco · d2 pedone del bianco · f2 pedone del bianco · a1 donna del bianco · b1 torre del bianco | a8 alfiere del bianco · b8 donna del nero · d8 alfiere del bianco · f8 re del bianco · d7 pedone del bianco · e7 pedone del nero · f7 cavallo del bianco · a6 pedone del bianco · e6 pedone del bianco · f6 pedone del nero · a5 pedone del bianco · c5 pedone del nero · f5 pedone del bianco · c4 pedone del bianco · d4 re del nero · f4 alfiere del nero · h4 torre del bianco · b3 pedone del nero · a2 pedone del nero · b2 cavallo del bianco · d2 pedone del bianco · f2 pedone del bianco · a1 donna del bianco · b1 torre del bianco | 1 |
|   | a | b | c | d | e | f | g | h |   |

Soluzione:
1. a7!
se 1. ...axb1=D  2. axb8=D  Dxb2  (2... De4 3. Dxf4 Dxf4 4. Txf4 #)  3. Dxb3  Dc3  4. Dxc3 #

se 1. ...axb1=T   2. axb8=T  Txb2  3. Txb3  Rxc4  4. Da4 #

se 1. ...axb1=A   2. axb8=A  Ae4  3. Axf4  Axa8  4. Ae3 #

se 1. ...axb1=C   2. axb8=C  Cxd2  3. Dc1  Ce4  4. Cc6 #

In seguito sia Jaroš sia altri composero altri problemi con il tema Babson completo.
Leonid Jaroš ha fatto parte della squadra russa vincitrice dei campionati del mondo a squadre di composizione del 1992 e del 2004.
Ha vinto il campionato sovietico individuale di composizione nel 1992.